# Changsong
Changsong (Hán Việt: Xương Thành) là một huyện thuộc tỉnh Pyongan Bắc tại Cộng hòa Dân chủ Nhân dân Triều Tiên. Huyện giáp với Pyoktong ở phía đông, với Tongchang và Taegwan ở phía nam, Sakchu ở phía tây; huyện giáp với Trung Quốc ở phía bắc qua sông Áp Lục.
Changsong có địa hình dốc và nhiều đồi núi, thấp dần về phía tây bắc đến sông Áp Lục. Dãy núi Kangnam và dãy núi Pinandok đều nằm trên địa bàn huyện. Đỉnh cao nhất trên địa bàn là Piraebong với 1470 m. Huyện có nhiều chi lưu của sông Áp Lục chảy qua, như Yongjuchon (영주천) và Namchangchon (남창천), cũng như sông Changsong, một chi lưu của sông Taeryong. Trên dòng sông Áp Lục có đập Supung và tạo thành hồ chứa Supung.
Lượng mưa trung bình của Changsong là 1000 mm, với nhiệt độ trung bình là 7,3 °C (dao động trung bình từ -11,6 °C vào tháng giêng đến 22 °C vào tháng 8). Nhiệt độ thấp hơn ở các vùng đồi núi và tuyết trên đỉnh Piraebong không tan cho đến cuối tháng 5. Sương mù thường xuất hiện ở vùng gần hồ Supung. Khoảng 80% diện tích của huyện là rừng, chỉ 6,1% là đất đang canh tác.
Dâu tằm tơ phát triển rộng khắp; các cây trồng khác bao gồm ngô, lúa gạo, lạc, ớt, khoai lang và các loại hoa quả. Changsong đừng đầu cả nước về chăn nuôi cừu. Các sản phẩm khác bao gồm gỗ xẻ và dược liệu được thu hoạch từ rừng. Thêm vào đó, vàng, wolfram và than đá cũng được khai thác ở các vùng đối núi. Các sản phẩm chế tạo địa phương bao gồm tương ớt Koch'uchang và rượu cồn. Huyện không có đường sắt, nhưng có một tuyến đường bộ nối Changsong đến Sakchu, Tongchang, và Pyoktong. Việc vận chuyển hàng hóa và hành khách bằng thuyền cũng được thực hiện trên hồ Supung; hồ cũng được sử dụng để vận chuyển gỗ.
Năm 2008, dân số toàn huyện Changsong là 26.577 người (12.574 nam và 14.003 nữ), trong đó, dân cư đô thị là 13.187 người (49,6%) còn dân cư nông thôn là 13.390 người (50,4%).